# Force Publique
Force Publique (z fr. Siły Publiczne, niderl. Openbare Weermacht) – siły i środki wydzielone przez Wolne Państwo Kongo, a następnie Kongo Belgijskie do zabezpieczenia jego interesów, prowadzenia walki z zagrożeniem zewnętrznym oraz brutalnych, wewnętrznych pacyfikacji.
Początkowo składały się one z czarnoskórych, askaryjskich żołnierzy dowodzonych przez kadrę oficerską złożoną z białych Europejczyków. W latach 1885–1908 służyło tak łącznie 648 Belgów, 112 Włochów, 53 Duńczyków, 47 Szwedów, 26 Norwegów i mniejsza ilość oficerów z innych krajów, takich jak Wielka Brytania i Stany Zjednoczone. Z czasem zostali oni zastąpieni przez nowopowstałą, czarnoskórą kadrę oficerską.
Siły te brały udział w wojnie z afrykańskimi i arabskimi handlarzami niewolników pod przywództwem Tippu Tipa w trakcie wojny kongijsko-arabskiej (1892–1894) i walczyły na afrykańskich frontach pierwszej i drugiej wojny światowej.
Zostały przekształcone do Kongijskiej Armii Narodowej po uzyskaniu niepodległości przez DRK w 1960 roku.